# Calavera (cómic)
La Calavera (inglés: Crossbones), de nombre Brock Rumlow, es un supervillano ficticio que aparece en cómics estadounidenses publicados por Marvel Comics, generalmente representado como un adversario del superhéroe Capitán América. Creado por el escritor Mark Gruenwald y el artista Kieron Dwyer, el personaje apareció por primera vez en Capitán América # 359 (octubre de 1989). Calavera generalmente aparece como un aliado de Cráneo Rojo. Él llevó a cabo el asesinato del Capitán América, aunque se cree que una hipnotizada Sharon Carter disparó los tiros fatales.
El personaje se ha adaptado a múltiples formas de medios, principalmente retratado por Frank Grillo en las películas de Marvel Cinematic Universe Captain America: The Winter Soldier (2014), Capitán América: Civil War (2016) y Avengers: Endgame (2019). Además, Grillo da voz a versiones alternativas en la serie animada de Disney+ What If...? (2021).

## Historia de publicación
Calavera apareció por primera vez durante la historia "Caza de Bloodstone" en los números de Capitán América. Técnicamente, apareció por primera vez en la edición # 359, en un panel, como una figura mirando desde las sombras. En el siguiente número, se le mostró con el disfraz, pero de nuevo se limitó a observar al Capitán y sus aliados desde lejos. Más tarde reveló su nombre a Iguana antes de dejarla inconsciente.
Apareció como un personaje regular en Thunderbolts comenzando con la edición # 144, pero fue despedido del equipo en el número #150.

## Cronología

### Historia
El joven Brock Rumlow lideró la banda Crims Savage en el lower east side de Nueva York. Después de que brutalizó a Rachel Leighton de quince años, dos de sus hermanos atacaron a Brock, y el hermano mayor fue asesinado. Rumlow huyó, entrando a la escuela para criminales del Supervisor. En tres años, se convirtió en un instructor allí bajo el nombre de Bingo Brock.
Como mercenario, Rumlow se alistó con Albert Malik, el Cráneo Rojo comunista, en Argelia, sirviéndole bajo el nombre Frag hasta que fue enviado a invadir el castillo en Suiza de Arnim Zola. En definitiva, el único miembro del equipo en sobrevivir al asalto, Rumlow allí conoció e impresionó al Cráneo Rojo nazi original, Johann Schmidt; este Cráneo aceptó los servicios de Brock, dándole el código de nombre Calavera.
Cráneo Rojo envió a Calavera a observar el progreso del Barón Zemo en adquirir los fragmentos Bloodstone y obtenerlos. Él robó a bordo del buque insignia del Capitán América, y entró a la nave de Zemo para robar los fragmentos Bloodstone. Él venció a Iguana, y disparó una flecha de ballesta que dio con el escudo del Capitán América. Calavera fue obligado a destruir los fragmentos Bloodstone cuando la entidad alienígena conocida como el Hélice Fuego Infernal lo utilizó para tomar el control del cuerpo de Heinrich Zemo; la destrucción de los Bloodstone discorporó la Hélice Fuego Infernal. Sabiendo que su amo se enfurecería por la pérdida de los Bloodstone, Calavera secuestró a Iguana, llevándola a Madripoor como cebo para el Capitán América. Él desafió al Capitán América a buscarla, pero el Capitán lo derrotó, aunque Iguana escapó, y el Cráneo Rojo ordenó a Calavera desistir y regresar a la sede. El Cráneo Rojo luego le ordenó recuperar al Controlador después de la fuga del Controlador de la Bóveda. Con el Forjador de Máquinas, Calavera investigó la desaparición del Cráneo Rojo.
Calavera reunió el Escuadrón Esqueleto de los secuaces del Cráneo y se convirtió en su líder, buscando al desaparecido Cráneo Rojo con ellos. Ellos lucharon contra la Reina Negra y sus mercenarios del Club Fuego Infernal. Calavera consiguió la ayuda del psíquico Tristam Micawber para localizar al Cráneo. Al encontrarlo, Calavera llevó el Cráneo a Skullhouse por convalecencia. Calavera siempre se mantuvo leal al Cráneo Rojo, incluso rastreándole cuando es encarcelado y es dejado morir por Magneto.
Él después asistió a la exposición de armas de AIM. Luchó con Daredevil durante un fallido intento de asesinato contra Kingpin. Luchó con Bullseye durante el fallido intento de asesinato de Bullseye contra el Cráneo Rojo. Luchó con el Capitán América de nuevo y fue derrotado. Luego relata cómo conoció al Cráneo Rojo. El Cráneo Rojo le asignó descubrir quién mató los cuerpos clones de repuesto del Cráneo. Junto a la Escuadra Esqueleto, se enfrentó a Schutzheilligruppe en un intento por rescatar al Cráneo Rojo, pero fue capturado. Fue rescatado de la custodia de Schutzheilligruppe por los falsos Vengadores de Arnim Zola.
Calavera eventualmente fue despedido por cuestionar la decisión del Cráneo Rojo de aliarse con la Víbora.
Desesperado por recuperar su posición como líder de la Escuadra Esqueleto, Calavera secuestró a Iguana, encerrándola en una estación de metro abandonada y la forzó a un régimen brutal de entrenamiento de combate. Calavera creyó que le había lavado el cerebro para que traicione al Capitán América, pero Iguana en realidad estaba tendiendo una trampa para Calavera. Ella robó las muestras de sangre del Capitán América de la mansión de los Vengadores, acompañó entonces a Calavera a la fortaleza de montaña del Cráneo Rojo. Los dos fueron capturados y encarcelados, y el Cráneo Rojo recontrató a Calavera de manera temporal. Fue atacado después por Degollador, el nuevo líder de la Escuadra Esqueleto, que temía que Calavera tratara de recuperar su posición como mano derecha del Cráneo Rojo. Calavera lo mató, sin darse cuenta de que Degollador en realidad era el hermano mayor de Iguana, Danny. Calavera posteriormente apuñaló a Iguana durante su intento de fuga, solo para después salvarla con una transfusión de sangre para usarla como cebo. Fue gravemente herido por esquirlas durante un asalto a la fortaleza por el Capitán América y Halcón, y encarcelado.
Encarcelado en la Balsa cuando Electro saca a los presos, Calavera fue visto lucha contra el Capitán América y Spider-Man. Este último pateó a Calavera en la cara, dejándolo inconsciente.

### Escape
Después de escapar de la prisión, Calavera se convirtió en un mercenario y asesino de una serie de organizaciones, hasta que fue contratado de nuevo por el Cráneo Rojo, quien más tarde fue asesinado al parecer por el Soldado de Invierno. Calavera y su nueva amante, Synthia Schmidt (la hija del Cráneo Rojo), empezó a cazar al comandante del Soldado, Aleksander Lukin. Ellos planeaban estrellar un avión de la Segunda Guerra Mundial robado en la nueva sede de Coronas en Londres, solo para que su avión sea destruido por el robot Durmiente del Cráneo Rojo. Mientras escapan de la destrucción del avión, se encontraron con la Agente 13, y están a punto de matarla, solo para ser detenidos por la aparición del Cráneo Rojo. Ellos comienzan a trabajar con Cráneo Rojo / Lukin, cuyas mentes comparten el cuerpo de Lukin.

### Civil War
Durante el evento Civil War, el Capitán América y sus héroes Anti-Registro se rindieron ante Iron Man y sus héroes Pro-Registro. Mientras era dirigido desde el Juzgado Federal, el Capitán América fue alcanzado por una bala en el hombro disparada por Calavera, que recibía órdenes de Cráneo Rojo. Calavera intenta escapar en un helicóptero, pero fue seguido por Halcón y el Soldado de Invierno. Soldado de Invierno luego venció a Calavera hasta la inconsciencia, mientras Calavera simplemente se rio en su cara. Halcón puso a Calavera en custodia de SHIELD.
En Hijo Caído: la muerte del Capitán América, Wolverine junto con Daredevil y la ayuda del Doctor Extraño, irrumpieron en S.H.I.E.L.D. para interrogar a Calavera y amenazaron con matarlo. Calavera reveló no conocer su contratación con el Cráneo Rojo. Wolverine le dejó ensangrentado en el suelo después de ser convencido por Daredevil de perdonarle la vida.
El Director de S.H.I.E.L.D Tony Stark dispuso al Profesor X para que escaneé la mente de Calavera por información, pero el Profesor X encontró que alguien (implicado a ser el Doctor Faustus) había borrado varias partes de su memoria con el fin de evitar este escaneo. Pecado y una nueva encarnación del Escuadrón Serpiente han liberado a Calavera de la custodia de S.H.I.E.L.D. Luego capturan al Soldado de Invierno cuando se enfrenta a Lukin para averiguar su relación con el Cráneo Rojo.
Cuando Pecado y el Escuadrón Serpiente atacaron el edificio del Senado, Bucky Barnes (antes Soldado de Invierno), llegó como el nuevo Capitán América. Después de luchar e herir a muchos del Escuadrón, Calavera atacó a Barnes. Después de una pelea brutal en la que Calavera lanzó a Barnes fuera del edificio. Bucky fue salvado por la intervención de Natalia Romanova, y él le disparó varias veces a Calavera en el pecho. El Calavera gravemente herido fue llevado en custodia de S.H.I.E.L.D. una vez más.

### Thunderbolts y Niebla Terrigena
Calavera se ha convertido en un miembro del nuevo equipo de Thunderbolts formado a raíz del Sitio. Los agentes del gobierno, que trabajaban con Luke Cage, agregaron a Calavera al equipo sabiendo que no puede ser reformado, con la esperanza de que sus métodos extremos alejarían a los otros miembros de los Thunderbolt y empujarlos a la rehabilitación. Durante la primera misión del equipo, Calavera fue expuesto a la Niebla Terrígena corrupta; durante los eventos de Shadowland, Calavera manifestó la habilidad de disparar un poderoso rayo perforante de energía desde su rostro, teorizando que esta habilidad se origina de su exposición a las Nieblas Terrígenas. Él usa esta habilidad para matar a un oficial de política. Temiendo que los Thunderbolts están cerca de ser disueltos tras la decisión de Cage de irse, Calavera intentó escapar junto a Fantasma y Juggernaut. Durante el intento, Calavera utilizó su nueva habilidad para luchar contra un Steve Rogers inocente. Calavera fue derrotado y dado de alta de los Thunderbolts, después que Fantasma reveló su asesinato del agente de policía. Calavera aparece encarcelado en una celda acolchada llevando una camisa de fuerza, al parecer ya no es capaz de usar su rayo de energía.

### Fear Itself
Durante la historia Fear Itself, Calavera fue hostigado constantemente mientras estaba en la cárcel, porque era un exmiembro Thunderbolt y un neonazi. Poco después cuando estaba siendo golpeado por más matones, el Juggernaut involuntariamente provoca una fuga en la balsa. Mario el Hombre Montaña (el primo de Marko el Hombre Montaña) ayuda a defender a Calavera de los matones. Mientras los dos de ellos estaban tratando de escapar, Mario le contó a Calavera sobre su abuela que ayuda a los criminales a salir de la frontera. Calavera logra escapar de la Balsa y devuelve el favor a Mario ayudándole al matarlo para ayudar con su escape. Se enfrenta a algunos de los antiguos miembros de la Iniciativa Vengadores en Nueva Jersey después de escapar de la Balsa. Él lucha contra Gravedad, Hombre Rana, Geiger, Araña Escarlata, y Estrella de Fuego; cuando es rodeado él lanza una granada contra Gravedad, pero Geiger lo atrapa y es lesionado gravemente, creando una distracción fácil para que él escape.
Durante la trama de Hasta el Fin del Mundo, Calavera fue visto en una de las instalaciones del Doctor Octopus. Sabra lucha contra algunos Octobots hasta que Calavera le dispara a Sabra.
Calavera luego aparece como un miembro de HYDRA que está planeando esparcir sangre venenosa extraída de un niño inhumano llamado Lucas. Él lucha contra Sam Wilson como el nuevo Capitán América en Bagalia. Justo cuando estaba a punto de matar a Wilson, Misty Knight lo derrotó en ese momento. Más tarde es derrotado por Wilson cuando ataca una base de HYDRA ubicada en Florida.
Durante la historia de Avengers: Standoff!, Calavera era un preso de Pleasant Hill, una comunidad cerrada establecida por S.H.I.E.L.D.. Cuando Steve Rogers estaba en el Bowling Alley de Pleasant Hill tratando de razonar con Kobik, Calavera ataca a Rogers. Antes de que Calavera pueda matar a Rogers, los poderes de Kobik reducen la edad de Rogers a la fuerza física, lo que le permite al Capitán derrotar a Calavera. Después de los eventos en Pleasant Hill, Calavera funda una nueva versión de HYDRA con Red Skull y Sin.

### Imperio Secreto
Durante la historia del Imperio Secreto, Calavera aparece como miembro del Ejército del Mal y participó en el ataque a Manhattan en represalia por lo que sucedió en Pleasant Hill. Calavera y Sin se muestran a cargo de una súper prisión establecida por Hydra. Su súper prisión fue allanada por el Subterráneo en su misión de liberar a sus amigos cautivos.

### Devil's Reign
Durante la Historia del "Devil's Reign", Crossbones es parte de los Thunderbolts de Kingpin. Se le ve brevemente junto a otros soldados intentando arrestar a Puño de Hierro.
Posteriormente se le ve arrasando Hell's Kitchen junto a Rhino y Bullseye pero es derrotado por Daredevil

### Ataque a Wakanda
Crossbones es contratado por Hunter para matar al Capitán América. En Wakanda pudo arrestar al Falcon (Joaquin Torres) e intenta arrestar al Capitán América (Sam Wilson) pero es derrotado por unos alcones y Pantera Negra. Finalmente es arrestado por Shuri y los guardias Wakandianos.

### Contratado para matar a Normie
En el cómic Red Goblin #7, Crossbones es contratado por Phliph para asesinar y arrebatar el simbionte a Normie, nieto de Norman Osborn. En su camino se enfrentó a Kandra y sus amigos solo matando a un de sus amigos, pero su trabajo se detuvo ya que quedó enterrado por escombros. Posteriormente pudo sobrevivir a la pelea y se encuentra a Spider-Man(Miles Morales) y Normie, teniendo un enfrentamiento con Miles el cual es derrotado.

## Poderes y habilidades
Aunque no tiene poderes sobrehumanos, sigue siendo un luchador muy peligroso; él mata a superhéroes y villanos menores con facilidad. Crossbones es uno de los mejores combatientes cuerpo a cuerpo del mundo, con un entrenamiento extenso en la lucha callejera, combate militar, varias formas de artes marciales, y es un estudiante del Supervisor. Se mueve con una gracia atlética poco común para un hombre de su tamaño. Es un experto piloto y chofer. Además, es un experto tirador con pistolas, arcos y cuchillos arrojadizos. Calavera por lo general se arma con un cuchillo de combate y una ballesta plegable pequeña, y varias dagas arrojadizas, y hojas estilete de resorte en sus guantes. 
En su tiempo en los Thunderbolts, Crossbones fue expuesto a las Nieblas Terrígenas corrompidas durante una misión, y poco después manifestó la habilidad de generar un círculo de energía frente a su rostro que podía disparar rayos de energía capaces de perforar y quemar sus objetivos. La habilidad se desarrolló hasta el punto en que las llamas envolvieron la totalidad de su cabeza mientras que le permitía disparar rayos de energía enfocados, aunque estas llamas aparentemente podrían ser rociadas con agua. Aunque su poder está activo, Calavera no parece ser totalmente inmune a las llamas que genera; después de que las llamas se extingan después de su primer uso, su máscara parecía haberse quemado y su cara estaba marcada fuertemente.

## Otras versiones

### Heroes Reborn
Crossbones aparece en el universo Heroes Reborn como socio / ejecutor de la Fiesta Mundial del Cráneo Rojo y el Mundo del Hombre Supremo. Esta versión también se muta por la radiación gamma para combatir a Falcon y al Capitán América. Es asesinado por Rebel O'Reilly.

### Old Man Logan
En las páginas de Viejo Logan, Calavera estuvo entre los villanos que trabajaron para eliminar a los superhéroes de una sola vez. Durante la pelea en Connecticut, Calavera mató a Hombre Maravilla antes de ser pisoteado por Giant-Man.

### Ultimate Marvel
Para buscar a Crossbones, uno de los Cráneos de Serpiente, Kitty Pryde y los demás llegaron a las alcantarillas y encontraron otros desechos de los experimentos de Roxxon.

### Crossbones 2099
Podemos suponer que Brock Rumlow falleció debido a su vejez, aunque la causa exacta de su muerte es desconocida. Como Cyborg Bloodhound, sabemos que Crossbones fue traído de vuelta al Boneyard. Crossbones atacó a Winter Soldier 13 y le arrancó el brazo durante su misión de proteger el Jardín Celestial de la recompensa de Norman Osborn. Sin embargo, Crossbones logró arrancarle el brazo de metal, lo cual eliminó a Bucky Barnes. Ella, aparentemente, asesinó a Rumlow al hundir un cuchillo en su cabeza.

## En otros medios

### Televisión
- Calavera aparece en varios dibujos animados relacionados con Marvel en Disney XD, con la voz de Fred Tatasciore.[42]
  - Calavera aparece en la serie de Avengers Assemble:[42]
    - En la primera temporada, episodio 13, "En el Fondo". Los Vengadores capturan a Calavera y Segador con el fin de hacerse pasar por ellos y de infiltrarse en la Camarilla. Mientras Iron Man plantea como Segador, el Capitán América se hace pasar por Calavera.
    - En la segunda temporada, episodio 6, "Nighthawk", Iron Man mira la fecha policial de Calavera antes de que los Vengadores finalmente terminó encontrándose el episodio de título del villano.
    - En la tercera temporada, episodio 17, "La Furia de la Pantera", Calavera ha sido contratado por Ulises Klaue para acabar con T'Challa en la asamblea que este último está hablando en solo para terminar la lucha contra el Capitán América. Con la ayuda poco probable de Pantera Negra, el Capitán América derrota a Calavera.
    - En la cuarta temporada, episodio 8, "Por qué Odio Halloween", Calavera y Crimson Widow son enviados para recuperar a Whitney Frost de Hawkeye. Después de huir del ejército de vampiros de Drácula, Crossbones y Crimson Widow son aprehendidos por los Vengadores. En el episodio 20, "La Costa de Vibranio", aparece en el mar de Battleworld como un pirata que actúa como el primer oficial del Cráneo Rojo mientras busca a Typhoid Mary en la costa de vibranium antes de ser derrotado por Ant-Man y Ms. Marvel.

  - Calavera aparece en la cuarta temporada de Ultimate Spider-Man vs. Los 6 Siniestros:[42]
    - En el episodio 12, "La Agente Web". Spider-Man y Tritón encuentran a Calavera y los agentes de HYDRA con él, en la ciudad abandonada de los Inhumanos, Atarog. Ha capturado a Nick Fury para utilizar como moneda de cambio con el fin de obtener a Madame Web. Gracias a la planificación de Spider-Man y las predicciones de Madame Web, Spider-Man y Tritón fueron capaces de salvar a Nick Fury y derrotar a Calavera y los agentes de HYDRA con él, después de recibir ayuda de los premoniciones de Madame Web.
    - En los episodios de "La Saga Simbionte, Pt. 1 y Pt. 3", ahora el líder principal de HYDRA después de la muerte de Arnim Zola, ordena a Michael Morbius en capturar al Doctor Octopus y experimente con Carnage en una armadura armada para HYDRA. Calavera se encuentra más tarde con Morbius como un vampiro que se encuentra debajo de Midtown High, donde tienen los simbiontes cargados de la Reina Carnage para lanzarse a cualquier parte del mundo. A diferencia de Morbius, Calavera se escapa cuando Spider-Man rompe el dispositivo de control mental de la Reina Carnage.
    - En el final de la serie de dos partes, "Día de Graduación", Calavera es un miembro reacio de los Superiores Seis Siniestros. Se le muestra encarcelado en un edificio como parte de la venganza del Doctor Octopus. Spider-Man y los alumnos de SHIELD luchan contra el Escorpión, un gas azul fue arrojado a su celda por Escorpión, donde se convirtió en un Lagarto. Ambos villanos fueron derrotados por el grupo de Spider-Man. El Lagarto más tarde salió de su celda en el Triskelion. Durante la pelea en Oscorp, Spider-Man usó uno de los dardos antídotos del Doctor Octopus en Lagarto. Restaurado a la normalidad, Crossbones le agradece a Spider-Man y se va.
- Calavera aparece en la serie animada de Spider-Man, nuevamente con la voz de Fred Tatasciore.[42]En el episodio "Isla Arácnida", Pt. 2, Spider-Man y Spider-Gwen encuentran que Calavera roba un automóvil blindado que contiene la llave de una bóveda de Vibranium en el momento en que todo Manhattan estaba desarrollando poderes de araña. Ellos subyugan a Calavera que luego es llevado por agentes de policía con poderes de araña. Cuando Spider-Man, Spider-Gwen y Black Widow llegan a la bóveda de Vibranium donde están los agentes de Hydra, Calavera los alcanzó al escapar de la policía y desarrolló poderes de araña. Para acercarse al empleador de Calavera en Hydra, Black Widow lidera la rendición. Resulta que Calavera fue contratado por Arnim Zola planea hacer uso del Vibranium. Con la ayuda de algunos espectadores con arañas, Spider-Man, Spider-Gwen y Black Widow vencieron a Calavera y los agentes de Hydra con él, mientras que Zola y los demás agentes de Hydra escaparon. En el episodio "Goblin War: Part 3", Calavera se ha convertido en líder de una facción de la Nación Duende conocida como Guerra de los Duendes. Durante una pelea con los Electro Duendes, Calavera debilita a Electro con un dispositivo que construyó "algunas cabezas de huevo" antes de ser atacado por Spider-Gwen (ahora se hace llamar Ghost-Spider) y derrotado por Miles Morales.
- Calavera aparece en Marvel Disk Wars: The Avengers, con la voz de Masato Obara en la versión japonesa y de Wally Wingert en el doblaje en inglés.[42]
- Calavera aparece en Marvel Future Avengers, nuevamente con la voz de Masato Obara en la versión japonesa y nuevamente de Fred Tatasciore en el doblaje en inglés.[42]
- Calavera aparece en Lego Marvel Avengers: Loki in Training, con la voz de Giles Panton.[42]

### Universo cinematográfico de Marvel
Frank Grillo interpreta a Brock Rumlow / Calavera en el Universo cinematográfico de Marvel:
- Aparece en la película de 2014 Capitán América: The Winter Soldier.[44] En la película, Rumlow es un agente de S.H.I.E.L.D. que es miembro y líder del equipo de S.T.R.I.K.E. del Capitán América.[45] Rumlow ayuda en la misión del Capitán América para eliminar a los piratas que se han apoderado de un buque de S.H.I.E.L.D. y rescatar a los rehenes de los piratas. Más tarde, cuando el Capitán América se niega a revelar información al Secretario de S.H.I.E.L.D. Alexander Pierce, Rumlow y su equipo lo atacan en un ascensor, pero son derrotados. El Capitán América es marcado como prófugo de S.H.I.E.L.D., y Rumlow y su equipo tienen la tarea de capturar y matar al Capitán América y Viuda Negra, que descubren que el equipo de Pierce y Rumlow son miembros de HYDRA. Cuando el Capitán América revela que HYDRA está trabajando dentro de S.H.I.E.L.D., Rumlow entra en conflicto con muchos de los aliados del Capitán América, incluyendo a la Agente 13 y Falcon. Cuando un Helitransporte derribado se estrella contra el Triskelion, Rumlow queda entre los escombros quemado y malherido, pero milagrosamente sobrevive.
- Regresa en la película de 2016 Capitán América: Civil War, que opera como el supervillano Crossbones.[46] Se revela que el Capitán América y los Vengadores han estado tratando de realizar un seguimiento de Rumlow durante seis meses antes de los acontecimientos de la película, antes de obtener una pista sobre el paradero de este villano. Al principio de la película, una unidad de mercenarios piratas van a un instituto para enfermedades infecciosas en Lagos, Nigeria, para robar un arma biológica. A medida que los terroristas intentan escapar, son perseguidos por el Capitán América, Viuda Negra, Bruja Escarlata y Falcon. Entonces los mercenarios se enfrentan a los Vengadores después de abandonar su vehículo en un mercado africano, entonces Rumlow aparece y se enfrenta con el Capitán América, con la esperanza de obtener venganza por su derrota en la película anterior. Después de una intensa batalla, el Capitán América gana la partida y destruye los guanteletes de fuerza de Crossbones. Enfrentado a su inminente derrota y ya absolutamente agotado, Rumlow se retira el casco para revelar su rostro lleno de cicatrices y encara a Rogers. Enardecido y vengativo hasta el momento final, Rumlow detona un chaleco explosivo, con la esperanza de matar al Capitán con él. Sin embargo, la Bruja Escarlata contiene brevemente la explosión con sus poderes, e intenta levitar a Rumlow sobre el suelo, pero la bomba explota al lado de un edificio, supuestamente matándolo a él, causando su colapso y matando a varios civiles, algunos de los cuales fueron visitantes de Wakanda como trabajadores de buena voluntad, dando inicio a la trama central (los Acuerdos de Sokovia).
- El personaje vuelve una vez más en la película Avengers: Endgame (2019), a través de flashbacks, durante una escena que tiene lugar durante los eventos de la primera película de Avengers.[47] Es parte de un grupo de agentes dobles de Hydra que intentan obtener el cetro de Loki después de la Batalla de Nueva York. Los agentes le entregan el cetro al Capitán América del futuro, después de que él le susurra "Hail Hydra" a Jasper Sitwell, haciendo que estos queden sorprendidos y el Capitán se retira con el cetro en su mano y una sonrisa en su rostro.
- Versiones alternativas de Rumlow aparecen en la serie animada de Disney+ What If...?.[48][42]

### Videojuegos
- En el videojuego Captain America and The Avengers, Calavera aparece como un jefe.
- Calavera aparece como un personaje jugable en Lego Marvel's Avengers, con la voz de Darren O'Hare. Brock Rumlow también se puede jugar con su disfraz S.T.R.I.K.E (visto en Capitán América: The Winter Soldier), así como su disfraz Calavera (de Capitán América: Civil War) a través de DLC.[49]
- Desde el 28 de abril de 2016, aparece Calavera en Marvel Avengers Academy para el evento Capitán América: Civil War.[50]
- Calavera aparece en Marvel Heroes.
- Calavera aparece en Marvel Contest of Champions.
- Calavera es un personaje jugable en Marvel Strike Force.[51]
- Calavera aparece como jefe en el videojuego Marvel's Avengers, a través del DLC "Guerra por Wakanda", nuevamente con la voz de Fred Tatasciore.[52][53]
- Calavera aparece como jefe en el videojuego Marvel's Midnight Suns, con la voz de Rick D. Wasserman.[54][42]